# Hylaeus munageus
Hylaeus munageus är en biart som beskrevs av Ikudome 2004. Hylaeus munageus ingår i släktet citronbin, och familjen korttungebin. Inga underarter finns listade i Catalogue of Life.